# Ato Hand
Ato Yero Hand (Tallahassee, 30 de junio de 1975) es un deportista estadounidense que compitió en judo.
Ganó una medalla en los Juegos Panamericanos de 1999 y cuatro medallas en el Campeonato Panamericano de Judo entre los años 1998 y 2001.

## Palmarés internacional
| Juegos Panamericanos    | Juegos Panamericanos            | Juegos Panamericanos | Juegos Panamericanos |
| Año                     | Lugar                           | Medalla              | Categoría            |
| ----------------------- | ------------------------------- | -------------------- | -------------------- |
| 1999                    | Winnipeg (Canadá)               | Medalla de bronce    | –100 kg              |
| Campeonato Panamericano |                                 |                      |                      |
| Año                     | Lugar                           | Medalla              | Categoría            |
| 1998                    | Santo Domingo (Rep. Dominicana) | Medalla de bronce    | –100 kg              |
| 1999                    | Montevideo (Uruguay)            | Medalla de plata     | –100 kg              |
| 2000                    | Orlando (Estados Unidos)        | Medalla de oro       | –100 kg              |
| 2001                    | Córdoba (Argentina)             | Medalla de bronce    | Abierta              |